# Тульська митрополія
Тульська митрополія (рос. Тульская митрополия) — митрополія РПЦ, що утворена рішенням Священного Синоду РПЦ від 27—28 грудня 2011 року, на основі Тульської та новоствореної Бельовської єпархій. Територіально кордони митрополії збігаються з адміністративними кордонами Тульської області..
Першим главою митрополії став єпархіальний архієрей Тульської єпархії Алексій (Кутєпов Андрій Миколайович), який отримав титул митрополита Тульського та Єфремівського.

## Історія
У землі, що пізніше увійшли до складу Тульської області, християнство поширилось не пізніше XII століття. Наступні чотири з гаком століття зазначені території входили до складу Рязанської, а після 1622 року — до складу Коломенської єпархій. Указом Священного синоду від 16 жовтня 1799 року в регіоні була утворена самостійна кафедра.

### Створення митрополії
27 грудня 2011 року Священний синод на засіданні в Патріаршій резиденції Данилова монастиря ухвалив рішення про заснування трьох митрополій і п'яти єпархій. У числі перших трьох була і Тульська митрополія, яка об'єднала новостворені Тульську і Бельовську єпархії (главою останньої був призначений єпископ Серафим).
Через кілька днів відбулося перше засідання архієрейської ради митрополії, на якому були затверджені план спільних заходів для двох єпархій, принципи фінансової відповідальності обох, а також визначені нові кафедральні собори.

## Участь у соціальних проектах
У березні 2012 року Тульська митрополія і уповноважений при губернаторі Тульської області з прав дитини уклали угоду про співпрацю. Договір передбачає участь священнослужителів у підтримці дітей-сиріт та дітей, які опинилися у важкій життєвій ситуації. Представники митрополії також заявили про необхідність розвитку та збереження сімейних цінностей у сучасному суспільстві, у зв'язку з чим запропонували створювати при РАЦСах особливі лекторії для молодят, де наречені могли б отримати консультації світських фахівців і священиків.
У травні 2012 року було офіційно оголошено про участь Тульської митрополії у відкритті при муніципальних утвореннях регіону школи молодих батьків. Заходи в рамках проєкту, із залученням представників духовенства, співробітників РАГСів, медичних та інших фахівців, будуть проводитися в приміщеннях, наданих єпархіями.

## Склад митрополії
Включає дві єпархії:
- Тульська
- Бельовська

## Митрополит
- Алексій (Кутєпов), митрополит Тульський та Єфремівський (із 27-28.12.2012)[1]